# Planetella cornuta
Planetella cornuta är en tvåvingeart som först beskrevs av Bremi 1847.  Planetella cornuta ingår i släktet Planetella och familjen gallmyggor.
Artens utbredningsområde är Schweiz. Inga underarter finns listade i Catalogue of Life.